# Daniel Pineda Novo
Daniel Pineda Novo (n. Coria del Río, Sevilla, 8 de noviembre de 1942) es un escritor y poeta español.

## Trayectoria
Pineda Novo es investigador, ensayista y crítico literario, doctorado en Filosofía y Letras por la Universidad de Sevilla. Miembro de diversas academias de prestigio (Real Academia de Sevilla, Córdoba y Málaga, Real Academia Alfonso X "El Sabio" de Murcia, de Bellas Artes de Santa Isabel de Hungría, de Sevilla, de la "Vélez de Guevara" de Écija, de la Hispano-Americana de Cádiz y de las Internacionales de México, Palermo, Lisboa, República Dominicana, de la Academia Norteamericana de la Lengua Española, con sede en Nueva York).

## Obra literaria[2]
Pineda Novo ha publicado más de un centenar de títulos a lo largo de su trayectoria como escritor.

### Obra poética
- Amaneceres-Poemas y Cantares (1969)
- Del deseo a la nada (1972)
- Enigma grave, con prólogo de José María Pemán (1973)
- Bajo la piel del amor, con una carta del Premio Nobel, Miguel Ángel Asturias (1979)
- Tierra y aire del Sur (Premio Searus de Poesía en 1980), con un prólogo del hispanista Jacques Issorel (1981)
- Surcos del Aljarafe, con prólogo del profesor Jorge Urrutia (1983)
- Sonetos para un cuerpo (1991); con prólogo de Manuel Díez Crespo
- Sonetos de amor (México 1994); Paloma en su pureza amanecía, (Poemas romanos) (1997)
- Poemas con nombre (Generaciones) (1998), con prólogo de Leopoldo de Luis
- Esa cálida hondura (Retratos Flamencos) (1999)
- Sonetos para una diosa y su amante (2000)
- Letras del Viento (Cantes Flamencos) (2001)
- El último verano (una historia de amor) (2001)
- Alma de Nueva York (2005), con prólogo de Odón Betanzos.

### Algunas de sus obras de investigación histórica, musical y crítica literaria
En 2009 el Ayuntamiento de Gelves le dedica una calle por rescatar la historia del pueblo.
- Juan de Mal Lara, poeta historiador y humanista sevillano del siglo XVI (1968)
- Historia de la villa de Coria del Río (1968)
- Antonio Machado y el Guadalquivir (1974)
- Tres cartas inéditas de Juan Ramón Jiménez (1975)
- Dos Hermanas en la Obra de Fernán Caballero (1970)
- La primera Antología de los poetas del Sur (1978)
- Historia de la Villa de Bormujos (1978)
- La Sevilla de Bécquer (1978)
- Historia de San Juan de Aznalfarache (1980)
- Escultura e imaginería sevillanas (1981)
- La villa de Palomares, entre El Aljarafe y La Ribera (1982)
- Las folklóricas (1983)
- Sevilla de luz desnuda (1985)
- Centauros de La Marisma (1988)
- Espartaco: Ensueño Torero (1989)
- Fernando Cepeda: Sentimiento del Aljarafe (1990)
- Las folklóricas y el cine (1991)
- Cantes Flamencos (1991)
- Antonio Machado y Álvarez “Demófilo”, vida y obra del primer flamencólogo español (1991)
- Juana la Macarrona y el baile en los cafés cantantes (1996)
- El Teatro de Comedias del Corral de la Montería del Alcázar de Sevilla (2002)
- La Semana Santa de Sevilla en la “Generación del 27” (2002)
- Silverio Franconetti. Noticias Inéditas (2000)*
- Gelves entre la Historia y la Poesía (2005),
- Manuel de la Rosa (Pintor de las Flores) (2005)
- Antonio Ramírez -El baile gitano de Jerez- (2005)
- El Otro Machado (2006)
- La Hermandad de la Vera-Cruz de Coria del Río “Su Historia y sus Vivencias” (2006)
- Juan Ramón y el Ateneo de Sevilla (2008)
- Voces de coplas. Historia del género y sus grandes intérpretes (2012)
- Rafael de León, un hombre de copla (2012)
- Manuel Machado, el gran desconocido (Vol. 1 y 2) (2021 y 2022)